# Tamarite de Litera
Tamarite de Litera (aragónul: Tamarit de Litera, katalánul: Tamarit de Llitera) község Spanyolországban, Huesca tartományban. Tamarite de Litera Almacelles, Lleida, Gimenells i el Pla de la Font, San Esteban de Litera, Alcampell, Altorricón, Esplús, Binéfar és Vencillón községekkel határos. Lakosainak száma 3429 fő (2024).

## Népesség
A település népessége az utóbbi években az alábbiak szerint változott:
| Lakosok száma | 3742 | 3673 | 3703 | 3743 | 3656 | 3604 | 3507 | 3476 | 3445 | 3429 |
|               | 2001 | 2004 | 2007 | 2009 | 2012 | 2014 | 2017 | 2019 | 2022 | 2024 |